# Syntrillium
Syntrillium Software – firma założona w latach 90. przez dwóch byłych pracowników Microsoftu, Davida Johnstona oraz Roberta Ellisona. Syntrillium stworzyła oprogramowanie Wild Chimes, prawdziwy symulator wiatru. Jednak największy rozgłos przyniósł Cool Edit (obecna nazwa programu to Adobe Audition, który stał się prekursorem w tworzeniu profesjonalnej muzyki na zwykłym PC. Firma wypuściła program Cool Edit Pro, następnie 30 maja 2003 za $16,5 miliona została wykupiona przez firmę Adobe.